# Cortes de Madrigal
Cortes de Madrigal es la denominación historiográfica de las reuniones de las Cortes de Castilla que tuvieron lugar en la ciudad de Madrigal de las Altas Torres, hoy en la provincia de Ávila.
Las reuniones de las Cortes de Madrigal que tuvieron lugar fueron:
- Cortes de Madrigal de 1435.
- Cortes de Madrigal de 1438.
- Cortes de Madrigal de 1447.
- Cortes de Madrigal de 1476.